# Ann Curtis
Ann Elisabeth Curtis, po mężu  Cuneo (ur. 6 marca 1926 w San Francisco, zm. 26 czerwca 2012 w San Rafael) – amerykańska pływaczka. Trzykrotna medalistka Letnich Igrzysk Olimpijskich w Londynie 1948.
Specjalizowała się w stylu dowolnym. Start w 1948 był jej jedynym występem na igrzyskach olimpijskich. Była członkinią zwycięskiej sztafety 4 × 100 m stylem dowolnym, triumfowała również na dystansie 400 m w tym stylu oraz zajęła drugie miejsce na 100 metrów – wyprzedziła ją Dunka Greta Andersen. W 1966 została przyjęta do International Swimming Hall of Fame.
Zmarła 26 czerwca 2012 w swoim domu w San Rafael w Kalifornii w wieku 86 lat.
Jej mężem był Gordon Cuneo, szwagier George’a Maslacha.